# Festuca pontica
Festuca pontica är en gräsart som beskrevs av Markgr.-dann. Festuca pontica ingår i släktet svinglar, och familjen gräs. Inga underarter finns listade i Catalogue of Life.